# Рудник Ленсфілд
Рудник Ленсфілд (Lancefield) – колишній гірничодобувний майданчик на заході Австралії.
Родовище золота Ленсфілд виявили ще в 1897 році. В 1899 – 1900 роках звідси вилучили 16 тисяч тонн руди, що дало змогу отримати 0,22 тонни золота, а станом на 1905 рік накопичений видобуток досягнув 1,7 тонни золота.
З 1904-го проектом опікувалась Lancefield Gold Mining Company. Невдовзі запаси окисленої руди вичерпались, проте власники копальні вклали кошти у обладнання для кальцинування сульфідної руди, що дало змогу продовжити діяльність. Втім, новий технологічний процес потребував щомісячно спалювати 2 тисяч тонн деревини (що давало змогу переробити лише 7 тисяч тонн руди), доставку якої організували по вузькоколійній залізниці від розташованого за 8 кілометрів Лавертону. Враховуючи розташування копальні в пустельному регіоні, потреба у закупівлі деревини вельми негативно впливала на її діяльність і в 1913-му рудник закрили.
В 1914-му рудник перейшов до Kalgoorlie and Boulder Firewood Company, а в 1915-му новим власником стала Lancefield Company. З 1933 по 1940 роки активну розробку родовища вела Lancefield (WA) Gold Mine NL, що вклала кошти у нову збагачувальну фабрику потужністю 120 тисяч тонн руди на рік. Станом на кінець цього періоду накопичений видобуток з початку експлуатації Ленсфілд досягнув понад 17 тонн золота.
В 1981-му роботи відновила Western Mining Corporation (WMC), яка перейменувала копальню на Самміт. При цьому спершу узялись за відкриту розробку, яка тривала до 1987 року, а далі з 1987 по 1990 років відпрацювали кар’єром розташований неподалік поклад Біслі-Крік (Beasley Creek). Втім, не пізніше 1982 року стартували й підземні роботи, на яких використовували шахтний стовбур «Eyers», а потім і транспортний ухил «Паррі», споруження якого почалось у 1986 році з порталу в кар’єрі. Є відомості, що загальна глибина підземного рудника досягнула 950 метрів.
В 1992-му припинили використання «Eyers», а у 1994 році закрили весь рудник. Протягом другого етапу розробки з Ленсфілд (Самміт) вилучили 5,1 млн тонн руди, що дало змогу отримати 22,2 тонни золота.
Видобуту на Ленсфілд руду відправляли на розташовану за десяток кілометрів збагачувальну фабрику Маунт-Віндарра, що пройшла необхідну модернізацію (головним призначенням цієї фабрики була робота з нікелевою рудою).